# Reichlingia annae
Genre
Espèce
Synonymes
- Acanthopelma annae Reichling, 1997

Reichlingia annae, unique représentant du genre Reichlingia, est une espèce d'araignées mygalomorphes de la famille des Theraphosidae.

## Distribution
Cette espèce est endémique du Belize.

## Publications originales
- Reichling, 1997 : A diminutive new species of Acanthopelma from Belize (Araneae: Theraphosidae). Bulletin of the British Arachnological Society, vol. 10, no 9, p. 337-340.
- Rudloff, 2001 : Anmerkungen zur systematischen Stellung von Acanthopelma rufescens  F.O.P.-Cambridge, 1897 und Acanthopelma annae Reichling, 1997 (Ischnocolinae: Theraphosidae: Mygalomorphae), sowie die Einrichtung einer neuen Gattung Reichlingia gen. nov. (Mygalomorphae: Barychelidae: Trichopelmatinae). Arthropoda, vol. 9, no 3, p. 14-20.